# M2ts
M2ts é um tipo de arquivo/ficheiro de vídeo de alta definição da Sony.

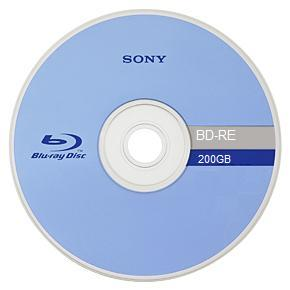
Utilizado normalmente em discos de bluray

M2ts é o formato padrão de mídia usado em discos de Blu-Ray que foi desenvolvido pela Sony, assim como o vob, utilizado nos DVD, o m2ts é a extensão de arquivos/ficheiros de mídia usados para BDAV MPEG-2 Transport Stream.
É um arquivo/ficheiro resultante de um processo de "multiplexing", sendo assim, contém num único arquivo/ficheiro várias fontes de vídeo e áudio juntas. Estas fontes são arquivos/ficheiros diferentes (como num arquivo compactado) mas que são sincronizadas automaticamente pelo leitor de BluRay ou leitor de vídeo no computador.
Estes fatos explicam porque, por exemplo, ao reproduzir discos de DVD ou de Bluray num computador antigo, o áudio e o vídeo podem ficar dessincronizados.
M2ts também pode ser o contentor do formato AVCHD, habitualmente usado em câmaras de vídeo da Sony, tais como os modelos HDR-SR1 e HDR-SR5. Panasonic, Canon e outras marcas de câmaras também adotaram o padrão AVCHD.
Arquivos/ficheiros m2ts podem ser reproduzidos em praticamente qualquer leitor no mercado, porém, é necessária a instalação prévia de um codec de vídeo para que tal aconteça.
Habitualmente existem pacotes de codecs que oferecem suporte para reprodução deste formato. Assim como o "CCCP - Combined Community Codec Pack", "K-Lite codec pack" ou o próprio Windows Media Player.